# Autocefalie
Autocefalie (Oudgrieks αὐτός, autós, zelf, en κεφαλή, kephalē, hoofd) is de zelfstandigheid van de oosterse-orthodoxe, oriëntaals-orthodoxe en oudkatholieke kerken die niet onder een hogere bestuursvorm vallen. De bestuurlijke zelfstandigheid van autocefale kerken hangt samen met de veelal eigen nationale organisatie van deze kerken. De autocefale kerken worden bestuurd door een patriarch, een metropoliet of een aartsbisschop.
In principe zijn deze kerkleiders gelijk, in de praktijk zijn er gradaties. De oecumenisch patriarch van Constantinopel is de primus inter pares of de eerste onder de gelijken; hij heeft een moreel, niet een autoritair leiderschap.
De oosters-orthodoxe kerken kennen geen equivalent voor de paus van de Rooms-Katholieke Kerk met een primaat van jurisdictie (hoogste gezag) en de aan hem toegeschreven onfeilbaarheid.
- De autocefale kerken van de oosters-orthodoxe kerken bestaan uit:
  - De oude patriarchaten: Constantinopel, Alexandrië, Antiochië en Jeruzalem.
  - De nieuwe patriarchaten: Moskou, Servië, Roemenië, Bulgarije en Georgië.
  - De andere autocefale Kerken: Griekenland, Cyprus, Polen, Albanië, Tsjechië en Slowakije.

Vrij ingewikkeld is de situatie binnen de Oekraïens-Orthodoxe Kerk.
Van de oriëntaals-orthodoxe kerken zijn de Armeens-Apostolische Kerk, Koptisch-Orthodoxe Kerk, Ethiopisch-Orthodoxe Kerk, Eritrees-Orthodoxe Tewahedo Kerk, Syrisch-Orthodoxe Kerk en de Malankaarse Syrisch-Orthodoxe Kerk autocefaal.

## Autonome kerk
Autonome kerken zijn semi-zelfstandig. Ze hebben hun eigen organisatorische structuur, maar hangen voor de benoeming van bisschoppen af van een patriarchaat.
De voornaamste autonome oosters-orthodoxe kerken zijn de Russisch-Orthodoxe Kerk in het Buitenland (New York), de Orthodoxe Kerk in Amerika (Washington) en die van Finland (Kuopio), Estland (Tallinn), Letland (Riga) en Moldavië (Chisinau).
Van de oriëntaals-orthodoxe kerken zijn de Brits-Orthodoxe Kerk, Frans Koptisch-Orthodoxe Kerk, Brahmavar-Orthodoxe Kerk en de Malankara Jacobitisch-Syrisch-Christelijke Kerk autonoom.